# 哈蒂杰·屈布拉·伊尔金
哈蒂杰·屈布拉·伊尔金（土耳其語：Hatice Kübra İlgün，1993年1月1日—），土耳其跆拳道運動員，她代表土耳其隊參加了日本舉行的2020年夏季奧林匹克運動會，並且在女子57公斤級比賽上獲得銅牌。